# Дионисий (архиепископ Ростовский и Ярославский)
Архиепи́скоп Диони́сий (ум. 18 октября 1425, Ростов) — епископ Русской церкви, архиепископ Ростовский и Ярославский.
Канонизирован Русской православной церковью в лике святителя.

## Биография
Согласно «Сказанию о начале Спасо-Каменного монастыря», Дионисий был афонским пострижеником. По мнению Аркадия Тарасова, Дионисий мог быть русским или южным славянином, уехавшим временно в Грецию.
Зимой 1376/77 года Дионисий прибыл из Царьграда в Москву и был помещён в Московском Богоявленском монастыре по распоряжению великого князя Дмитрия Ивановича.

Затем он был назначен игуменом Вологодского Спасо-Каменного монастыря, на Каменном острове Кубенского озера по воле великого князя Дмитрия Донского и монахов этого монастыря.
И сей бысть первый игумен на Каменом, и поживе на игуменстве лета доволна, тело своё изнуряа постом и молитвами и всякиа пути проходя добродетели.
К нему стекались с разных концов люди, и собралось множество братии. Дионисий дал монастырю устав Святой горы Афонской, по которому устанавливался общежительный принцип. Епископ привёз много икон и книг, большая часть которых была из Константинополя и Балкан.
12 июня 1418 года хиротонисан во епископа Ростовского и Ярославского с возведением в сан архиепископа. Во второй Софийской и Львовской летописях известие о поставлении Дионисия Грека сопровождается повествованием о его нежелании принимать епископский сан («бо желаше пустынное житие и труды»). Несмотря на это, киевский митрополит Фотий и великий князь Василий I Дмитриевич «поставиша его себе нужею».
При Дионисии в Ростове свирепствовала моровая язва. Святитель вступил с нею в борьбу. Он совершал молебствия с водосвятием и призвал к этому всё духовенство.
Скончался архиепископ Дионисий 18 октября 1425 года.

## Почитание и канонизация
О местном почитании Дионисия Грека в Спасо-Каменном монастыре во второй трети XV века свидетельствует запись в сборнике творений свт. Григория Богослова.
Имя «священного Дионисия» внесено в Ростовский соборный синодик.

Вероятно, Дионисий упомянут в синодике Павлова Обнорского во имя Св. Троицы Комельского монастыря: 
Помяни Господи… митрополита Фотиа, митрополита Филиппа, митрополита Феодосиа, епископа Дионисиа, архимандрита Феодора, преподобнаго отца нашего Павла.
В ряде рукописных святцев XVII—XVIII вв. Дионисий (уже с прозвищем Грек) упоминается под 18 октября как святой.
Канонизация Дионисия Грека совершилась включением его имени в Собор Ростово-Ярославских святых в 1964 году.

## Память
- 18 (31) октября — день памяти Дионисия Грека.
- 23 мая (5 июня) — день памяти Собора Ростово-Ярославских святых.